# Complexe olympique d'Athènes
Le Complexe sportif olympique d’Athènes Spyrídon-Loúis (en grec moderne : Ολυμπιακό Αθλητικό Κέντρο Αθηνών « Σπύρος Λούης »), parfois désigné par le sigle ΟΑΚΑ, est un complexe sportif situés à Maroússi et utilisés pour les Jeux olympiques d'été de 2004. Majoritairement constitué de structures préexistantes (à l'exception du centre de tennis), le site a été réaménagé par l’architecte espagnol Santiago Calatrava Valls.
Il est situé à Maroússi, au nord-est d’Athènes.

## Lieux
Il est constitué de cinq lieux de compétition différents :
1. Le stade olympique de 72 000 places (maximum suivant la configuration), avec un toit d'acier, de verre et de béton[1] ;
2. Le gymnase olympique consacré à certaines épreuves de gymnastique et les finales du basket-ball et qui a accueilli le Concours Eurovision de la chanson 2006 ;
3. Le centre olympique aquatique destiné aux épreuves de plongeon, de natation, de natation synchronisée et de water polo ;
4. Le centre olympique de tennis avec 16 courts ;
5. Le vélodrome olympique de 5 250 places pour le cyclisme sur piste.

Le tout est relié par une vaste place arborée, nommée « agora » dans le but de faire le lien avec les jeux antiques. L'agora est en partie ombragée grâce à deux structures monumentales en acier peint en blanc : un vaste panneau mobile, et une série d'arches reliées entre elles sur plus de 300 m. Des vastes bassins, des luminaires au sol et des lampadaires servant de porte drapeaux agrémentent tout le site qui s'étend sur 380 000 m2.

## Historique
Le stade olympique a été inauguré en 1982 pour les 13e championnats d'Europe d'athlétisme. Le bassin olympique et le stade vélodrome ont été inaugurés en 1991 lors des Jeux méditerranéens. Le site a accueilli les mondiaux d'athlétisme en 1997, puis il a été complètement restructuré pour les Jeux olympiques de 2004. Le stade a accueilli la finale de la Ligue des champions 2007 opposant Liverpool FC et le Milan AC. Vu l'étendue des espaces offerts, le site, malgré son manque d'entretien, accueille régulièrement des évènements divers (compétitions, festivals, manifestations), comme le festival antiraciste d'Athènes.

## Polémiques
Faute d'entretien, et à la suite de la crise économique et financière qui secoue le pays, le site se détériore rapidement. Ainsi, en 2013, sur la grande agora, les luminaires intégrés au sol sont détruits, les bassins des fontaines sont vides et la végétation n'est pas entretenue. Bien que les équipements du centre aquatique soient en partie utilisés (la fosse est vide mais les deux bassins sont entretenus et en activité) les gradins de la piscine olympiques sont fermés et les planchers fissurés. L'ensemble des petites structures accueillant les boutiques et les sanitaires autour de l'Agora sont abandonnées, fermées par des barrières de sécurité et des coffrages de bois aggloméré. L'impression d'abandon du site est accentuée par les anciens panneaux des Jeux avec le logo de 2004 craquelés et blanchis par le soleil, et un immense complexe tertiaire construit aux abords immédiats du site et lui aussi vide. Les Jeux olympiques de Londres de 2012 ont donné l'occasion à quelques journalistes de réaliser des reportages sur l'ancien site olympique de 2004. Ces articles ont mis en avant l'état de vétusté et de dégradation du site seulement 8 ans après les olympiades et les 6 à 27 milliards d'euros dépensés à l'époque (selon les sources). Les équipements construits en 2004 n'avaient pas été pensés et conçus pour l'utilisation qui allait en être faite après les Jeux olympiques. Les organisateurs des Jeux d'Athènes n'ont pas voulu utiliser des structures provisoires, et se retrouvent donc désormais avec des structures pérennes surdimensionnées et non utilisées, d'autant que la Grèce est l'un des plus petits pays à avoir organisé des Olympiades d'été.

## Dans la culture
En 2015, le film grec Park, réalisé par Sofía Exárchou, suit l'errance de jeunes dans le Complexe olympique d'Athènes, en partie à l’abandon.